# Канонерские лодки типа «Флай»
 «Флай»  (англ. Fly class gunboats) — тип британских речных канонерских лодок, построенных в 1915—1916 годах для Королевского флота. Использовались также и британской армией. Небольшие, но хорошо вооружённые канонерские лодки, построенные специально для патрулирования реки Тигр во время Месопотамской кампании Первой мировой войны.
Построены в 1915—1916 годах в Скотстауне (Глазго) на верфи Yarrow Shipbuilders. После постройки в разобранном виде доставлялись в Абадан, где их вновь собирали.
Firefly была захвачена турецкими войсками, однако в феврале 1917 года отбита британцами. Корабли этого типа служили в Королевском флоте в составе Тигрской флотилии. В 1918 году все уцелевшие лодки передали британской армии. Начиная с 1923 года лодки начали продавать на слом.

## Список кораблей типа
- Blackfly
- Butterfly
- Caddisfly
- Cranefly
- Dragonfly
- Firefly
- Gadfly
- Grayfly
- Greenfly
- Hoverfly
- Mayfly
- Sawfly
- Sedgefly
- Snakefly
- Stonefly
- Waterfly

Названия всех кораблей начинались с префикса «HM Gunboat» — «Канонерская лодка Его Величества».